# Predrag Rogan
Predrag Rogan (cirill betűkkel: Предраг Роган; Belgrád, 1974. augusztus 2. –) szerb labdarúgó, labdarúgóedző.

## Pályafutása
Játékosként az FK Loznica labdarúgója volt. Edzői pályafutása elején több szerb klubnál dolgozott másodedzőként, de 2011-ben ideiglenes megbízatással irányította az FK Radot is. 2013-tól főként alacsonyabb osztályú szerb csapatoknál dolgozott, 2015 júliusában a negyedosztályban szereplő Mačva Šabac élére nevezték ki, akiket a 2015–2016-os szezon végén feljuttatott a harmadosztályba. 2017 januárjában távozott a klubtól, majd nem sokkal később a magyar élvonalban szereplő Újpestnél lett másodedző Nebojša Vignjević mellett. Egy évvel később közös megegyezéssel szerződést bontott a klubbal, majd visszatért Szerbiába, ahol az akkor másodosztályban szereplő Topolyai SC élére nevezték ki. 2018 októberében az élvonalbeli Spartak Subotica vezetőedzője lett, a csapatot 2019 júniusáig irányította. Az év hátralevő részében a szintén élvonalbeli Napredak Kruševac vezetőedzője volt. 2020. június 1-jén Vignjević távozását követően az Újpest vezetőedzője lett. 23 bajnoki mérkőzésen irányította a csapatot, amely ezalatt az idő alatt kilenc győzelmet szerzett. 2020. december 23-án a Zalaegerszeg ellen megnyert találkozó után jelentette be, hogy távozik a csapat éléről. 2021 áprilisában a szerb élvonalbeli FK Voždovac trénere lett.